# Oxýnia
 (juin 2025).

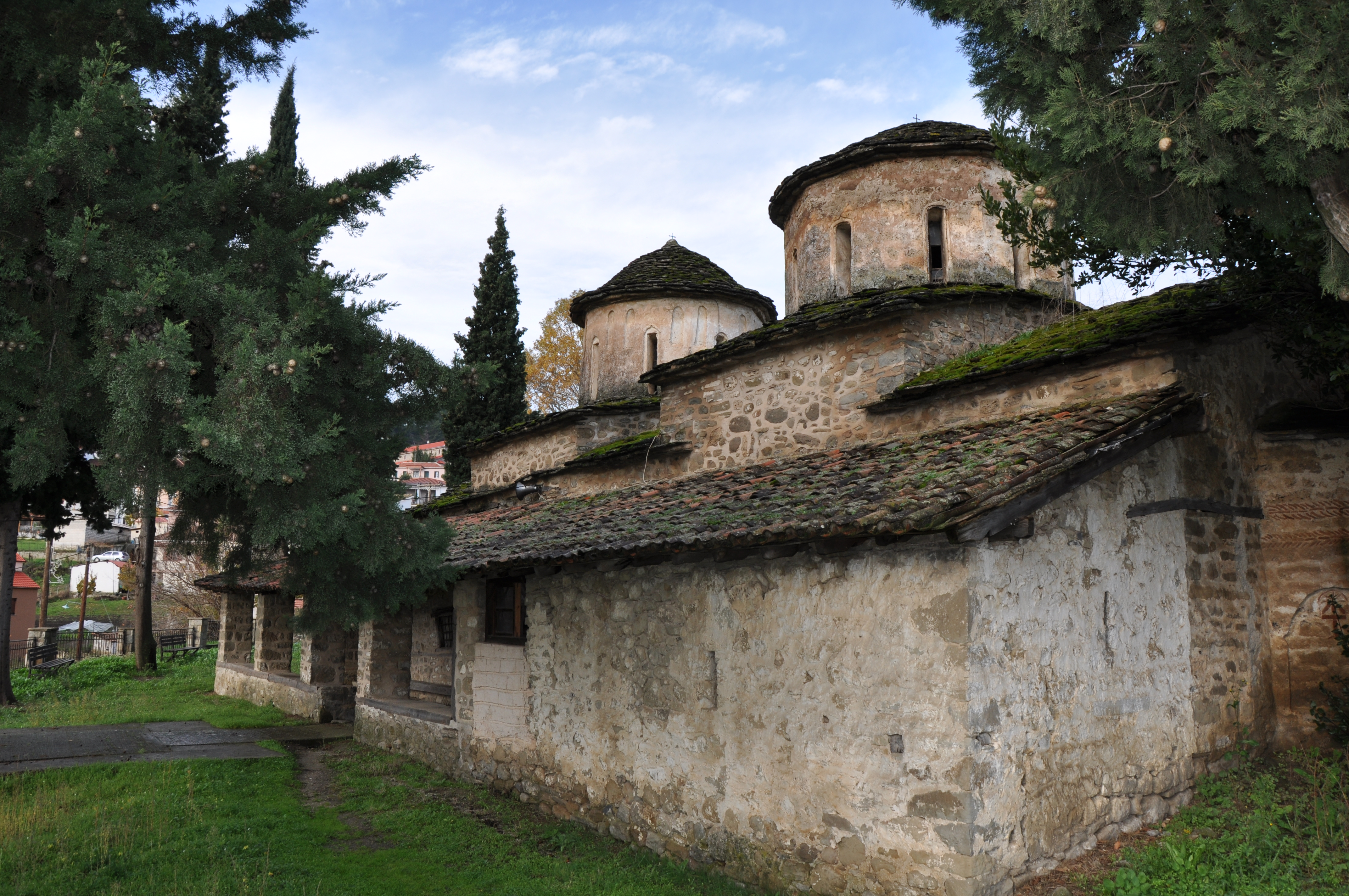
Église Saint-Georges, Oxynia, Kalambaka

Oxýnia (grec moderne : Οξύνεια) est une localité située dans le dème des Météores, dans le district régional de Tríkala, dans la périphérie de Thessalie, en Grèce.
Selon le recensement de 2021, elle compte 357 habitants.